# Cronobiologia

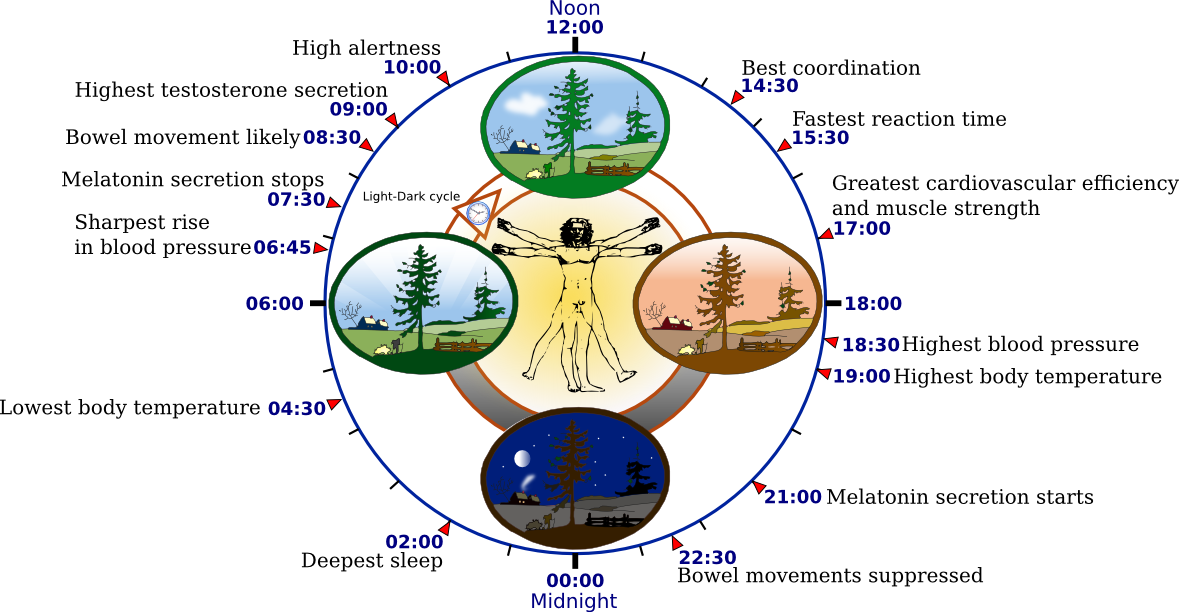
Ritme cronobiològic humà ritme circadiari amb diversos paràmetres fisiòlogics.

La cronobiologia és una especialització interdisciplicinària de la biologia que té per objectiu examinar els fenòmens dels cicles periòdics en organismes vius i la seva adaptació als ritmes relacionats de llum solar o llum lunar. Aquests cicles es coneixen com a rellotges biològics o ritmes biològics.
Els estudis cronobiològics inclouen, però no es limiten, a l'anatomia comparativa, la fisiologia,la genètica la biologia molecular i el comportament dels organismes dins la mecànica dels ritmes biològics Altres aspectes inclouen el desenvolupament, la reproducció, l'ecologia i l'evolució.

## Descripció
Les variacions en el calendari i durada de l'activitat biològica dels organismes vius ocorren per a molts processos biològics essencials (a) en animals (menjar, dormir, aparellar-se, hibernar, migració, regeneració cel·lular, etc.), (b) en plantes (moviments de fulles, fotosintètiques, floració, reaccions, etc.), i en microorganismes com els fongs i els protozous. També s'han trobat en bacteris, especialment entre els cianobacteris. El ritme més important en la cronobiologia és el ritme circadiari, d'aproximadament 24 hores que es troben en els organismes vius. La paraula circadiari prové del llatí circa, significant al voltant i dies, "dia", significant "aproximadament un dia" va ser proposada per Franz Halberg de la Universitat de Minnesota, considerat el pare de la cronoiologia estatunidenca
Altres cicles importants són:
- ritme infradià, cicles més llargs que un dia, com el de les migracons anuals o el cicle menstrual.
- ritme ultradià, cicles més curts de 24 hores com el cicle REM, el cicle nasal de 4 hores, o els cicles de 3 hores de producció d'hormones.
- ritme de la marea, segueix el cicle aproximat de 12 hores entre la marea alta i la baixa.
- oscil·lació dels gens alguns gens s'expressen més durant certes hores del dia.

## Història
El segle xviii Jean-Jacques d'Ortous de Mairan va observar els primers cicles en les plantes, Linné, i Charles Darwin també hi van prestar atenció
El 1751 Carl von Linné va dissenyar un rellotge floral combinant els moviments cíclics de determinades plantes.
El 1960 Patricia DeCoursey inventà la corba de resposta de fase una de les principals eines en cronobiologia.
Darrerament s'han desenvolupat la teràpia de la llum i l'administració de melatonina per a restablir els ritmes ciracadians humans. Alfred J. Lewy i altres investigadors han establert que les persones poden ser matineres o nocturnes segons els propis rimes circadiaris amb el que s'anomena cronotipus cosa que pot tenir aplicacions pràctiques (per exemple en els moments del dia de més rendiment laboral o escolar).
Els bioritmes es consideren una teoria sense fonament científic i que en cap cas cau dins l'àmbit de la cronobiologia.